# Elizabeth Cady Stanton
Elizabeth Cady Stanton (Johnstown, 12 de novembre de 1815 − Nova York, 26 d'octubre de 1902) va ser una activista estatunidenca, abolicionista i figura destacada del moviment feminista.
La seva Declaració de sentiments, presentada a la primera convenció de drets de les dones, celebrada el 1848 a la Convenció de Seneca Falls, Nova York, —document signat per seixanta-vuit dones i trenta-dos homes d'uns quants moviments i associacions polítiques de tarannà liberal i propers als cercles abolicionistes per estudiar les condicions i drets socials, civils i religiosos de la dona— és sovint acreditada com l'inici dels moviments organitzats de drets de les dones i sufragi femení als Estats Units. Poc després de la convenció va conèixer Susan B. Anthony i juntes van fundar l'Associació Nacional de Dones pel Sufragi així com el diari The Revolution. Posteriorment va participar en el Consell Internacional de Dones a Washington.
Va ser àvia de la també sufragista Nora Stanton Barney.

## Biografia

### Infància
Elizabeth Cady Stanton va néixer a una família de classe mitjana a Johnston, Nova York. El seu pare, Daniel Cady, va ser un destacat advocat, elegit al Congrés pel Partit Federalista (Estats Units) de 1814 a 1817, que més tard esdevingué jutge del tribunal de circuit i el 1847 jutge del Tribunal Suprem de l'estat de Nova York. La seva mare, Margaret Livingston Cady, era descendent de colons holandesos, filla del coronel James Livingston, un oficial de l'exèrcit continental durant la revolució americana.
Elizabeth era la vuitena dels onze fills de la parella. Entre aquests germans grans, només Elizabeth i quatre de les seves germanes van arribar a l'edat adulta. Eleazar, l'únic noi de la família Cady que va sobreviure a la infància, va morir als vint anys, just després de graduar-se a la Union College.

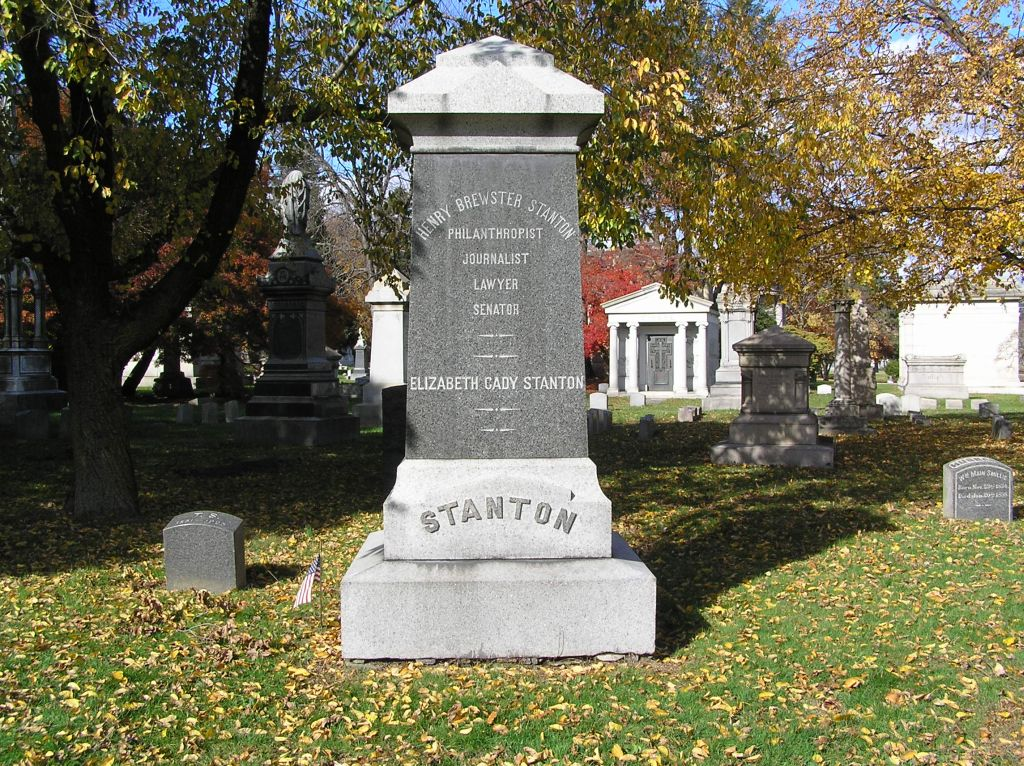
Monument a Elizabeth Cady Stanton al cementiri de Woodlawn, Bronx, N. Y.

Aclaparada per les successives morts d'uns quants dels seus fills, Margaret Cady sembla haver estat sumida en una depressió que la va mantenir allunyada de l'educació dels nens supervivents. La càrrega de l'educació de la jove Elizabeth va recaure en gran part sobre la seva germana, Tryphena, onze anys més gran que ella, i sobre el seu marit, Edward Bayard, fill d'un antic senador de Delaware i antic company de classe d'Eleazar a Union College que va treballar durant un temps com a aprenent del jutge Cady. Durant la seva infància, Elizabeth va estar immersa en l'atmosfera de l'estudi del seu pare, que acollia amb molta freqüència joves en pràctiques. Va ser mentre visitava el despatx del seu pare que es va adonar fins a quin punt la llei afavoreix els homes en detriment de les dones. S'adona que sota el principi de la cobertura, les dones casades legalment no tenen drets de propietat, no tenen ingressos propis o exerceixen els drets de custòdia dels seus propis fills. Va ser turmentada regularment sobre aquest tema pels empleats de l'oficina del seu pare, entre els quals hi havia Edward Bayard. Aquest últim juga un paper important en la seva creixent comprensió de la jerarquia de gènere integrada en el sistema legal estatunidenc.
A diferència de moltes dones d'aquest període, Elizabeth va rebre una sòlida educació. Va anar a una escola mixta, Johnstown Academy, on va estudiar llatí, grec i matemàtiques fins als 16 anys i va guanyar uns quants premis, sobretot en grec. La mort del seu germà, l'únic nen de la família, és un trauma familiar que afecta especialment el seu pare. Elizabeth ho fa tot per consolar-lo, assegurant-li que intentarà ser com el seu germà. La resposta del seu pare, que exclama que li encantaria si fos un nen, la deixa completament desesperada. Entenent a partir d'aquestes paraules que el seu pare valora més els nois que les noies, Stanton confia la seva consternació al seu veí, el reverend Hosack que, assegurant-li la confiança que diposita en les seves capacitats, aconsegueix alleujar la seva decepció. El reverend li ensenya grec, l'anima a llegir i fins i tot li dona el seu lèxic llatí. Aquest suport reforça la confiança i l'autoestima de la jove.

### Vida familiar

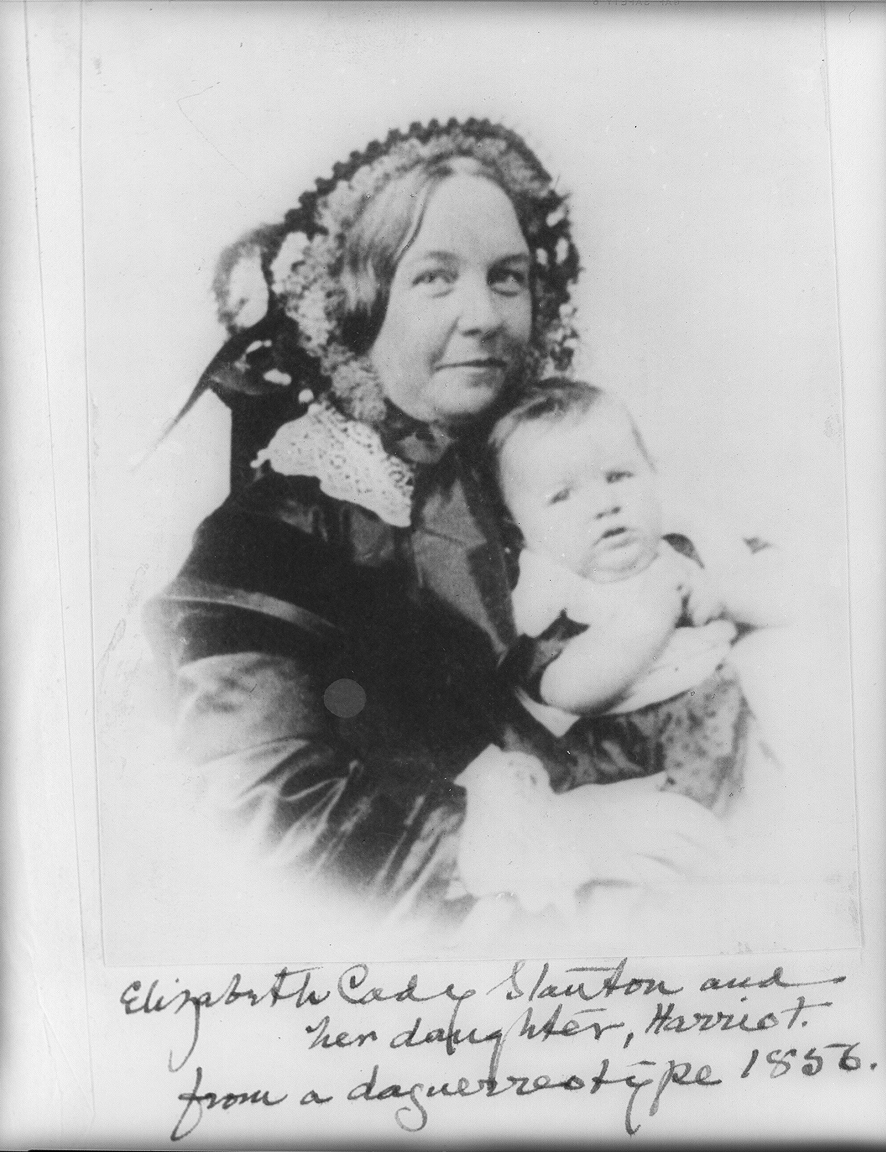
El 1856 amb la seva filla Harriet.

Va ser a casa del seu cosí Gerrit Smith, un ric filantrop reformador, que Elizabeth Cady va conèixer el seu futur marit, Henry Brewster Stanton. Periodista liberal i orador contra l'esclavitud, educat però sense un pla de carrera clarament definit, no es correspon amb la idea de Daniel Cady del gendre ideal. Malgrat les seves fortes reserves, la parella es va casar l'any 1840, havent acceptat prèviament que Elisabet no faria vots d'obediència al seu marit. «Em vaig negar tossudament a obeir a la que havia d'entrar, sinó una relació d'igualtat», va escriure a les seves memòries. La parella va tenir sis fills entre 1842 i 1856, tots planificats segons Stanton segons el principi de maternitat voluntària. Només el setè i últim fill, Robert, va ser un nen inesperat, nascut el 1859 quan Elizabeth Cady Stanton tenia 44 anys.
Poc després de tornar de la seva lluna de mel a Europa, els Stanton es van traslladar a la casa dels pares d'Elizabeth a Johnstown. Henry va estudiar dret sota el seu sogre fins al 1843, quan la parella es va dirigir a Boston, on Henry va ser col·locat en un despatx d'advocats. A Boston, Stanton va florir en contacte amb l'entorn intel·lectual reformador amb el qual treballava assíduament. Va conèixer, entre d'altres, Frederick Douglass, William Lloyd Garrison, Louisa May Alcott i Ralph Waldo Emerson.
El matrimoni dels Stanton no està exempt de tensions, lligades a les opinions polítiques dels seus dos protagonistes. Relativament obert a les demandes feministes, Henry, com el seu sogre, s'oposava tanmateix al dret de vot de les dones. Els viatges i el treball de Henry mantenen la parella separada més sovint que junts. No obstant això, ambdues parts van considerar el seu matrimoni un èxit total que, després de 47 anys junts, només va acabar el 1887 amb la mort de Henry Stanton.
El 1847, preocupats pels efectes adversos que els hiverns de Nova Anglaterra infligien sobre la salut de Henry, els Stanton van abandonar Boston cap a la ciutat de Seneca Falls, situada al nord del llac Cayuga, un dels Finger Lakes de New York. La seva casa, comprada pel jutge Cady, es troba a una certa distància de la ciutat. En aquesta nova casa van néixer els quatre últims fills de la parella, dos nens i dues nenes. Encara que gaudeix de la maternitat i ha optat per criar els seus fills ella mateixa, Stanton sembla insatisfet i fins i tot deprimida pel seu aïllament i la manca d'estimulació intel·lectual proporcionada pel petit poble de Seneca Falls. Com a resposta a l'avorriment i la solitud, es va implicar cada cop més en la vida social de la ciutat i va establir vincles amb dones locals que compartien la seva mentalitat. Aleshores va estar molt directament implicada en el naixement del moviment pels drets de les dones en sòl estatunidenc i va ajudar a donar-li una forma organitzada.

### Compromís amb els drets de les dones

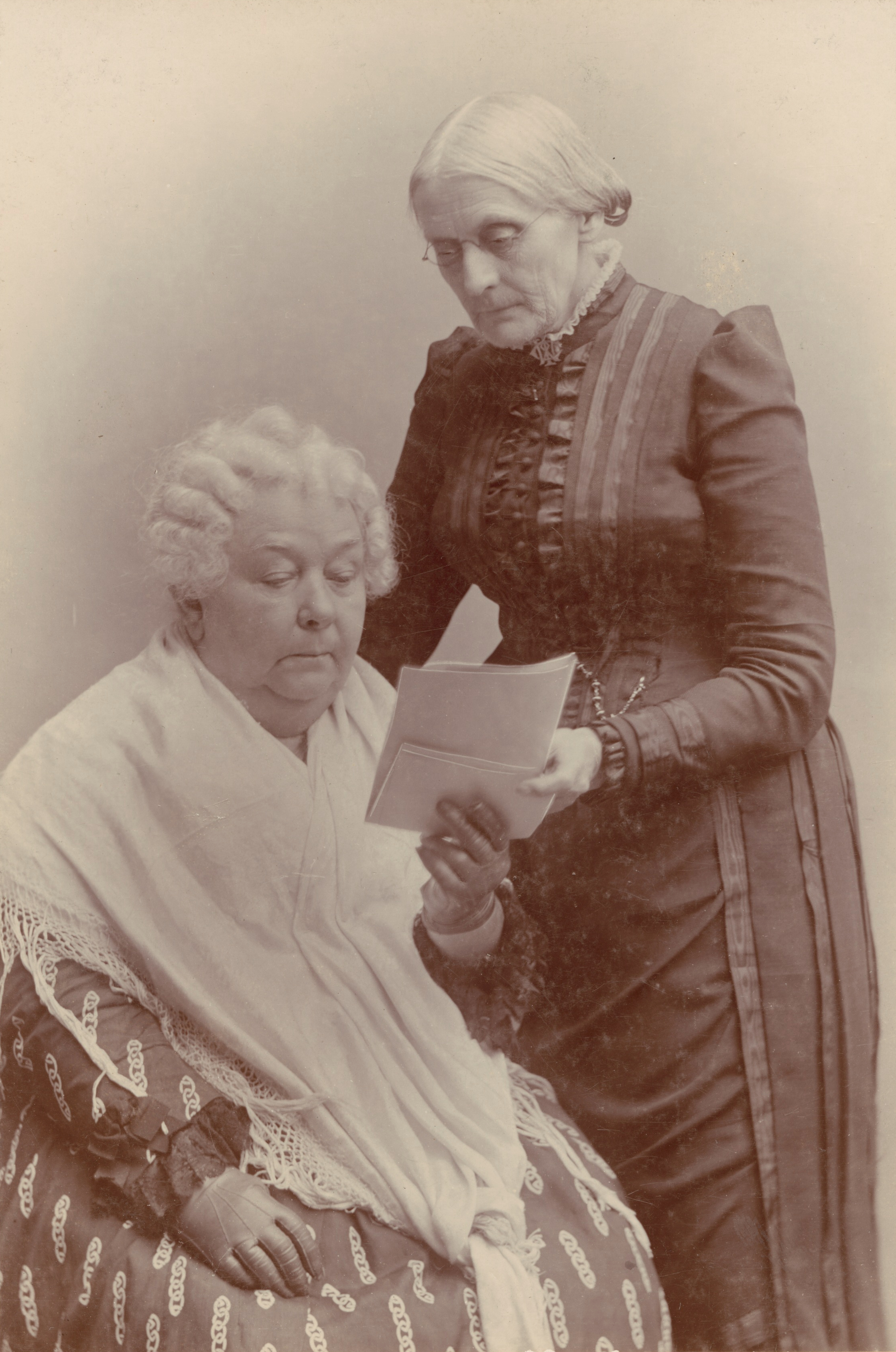
Amb Susan B. Anthony, cap al 1900.

Poc després del seu matrimoni, Stanton va presenciar una escena que va tenir un impacte durador en ella i va tenir un paper fonamental en el seu viatge activista. Com a lluna de mel, la jove parella va anar a Londres per a la Convenció Internacional contra l'Esclavitud de 1840. Per a la seva gran sorpresa, als representants de les delegacions de Boston i Filadèlfia se'ls va negar inicialment l'entrada a la reunió, al considerar que eren dones. Les protestes d'uns quants delegats i hores de debat acalorat finalment els van obrir les portes de la sala, però les dones van haver de seure darrere d'una cortina que les protegia de la vista dels homes participants. Parlar, per descomptat, els està prohibit. Se'ls uneixen dos activistes nord-americans, William Lloyd Garrison i Nathaniel Peabody Rogers que, arribats enmig del debat, opten per compartir la seva desgràcia per solidaritat. Venint a acompanyar el seu marit, Stanton comparteix la indignació dels delegats oficials i en aquesta ocasió s'acosta a Lucretia Mott, una experimentada activista de Filadèlfia, amb qui forja vincles duradors.
Stanton organitza amb Lucretia Mott, Jane Hunt i uns quants més la  Convenció de Seneca Falls (Convenció dels Drets de les Dones), que es va celebrar a Seneca Falls els dies 19 i 20 de juliol de 1848 i va constituir l'acte fundacional del moviment pels drets de les dones als Estats Units. Va adoptar un manifest titulat Declaració de Drets i Sentiments en què va aconseguir incloure la reivindicació del sufragi femení.

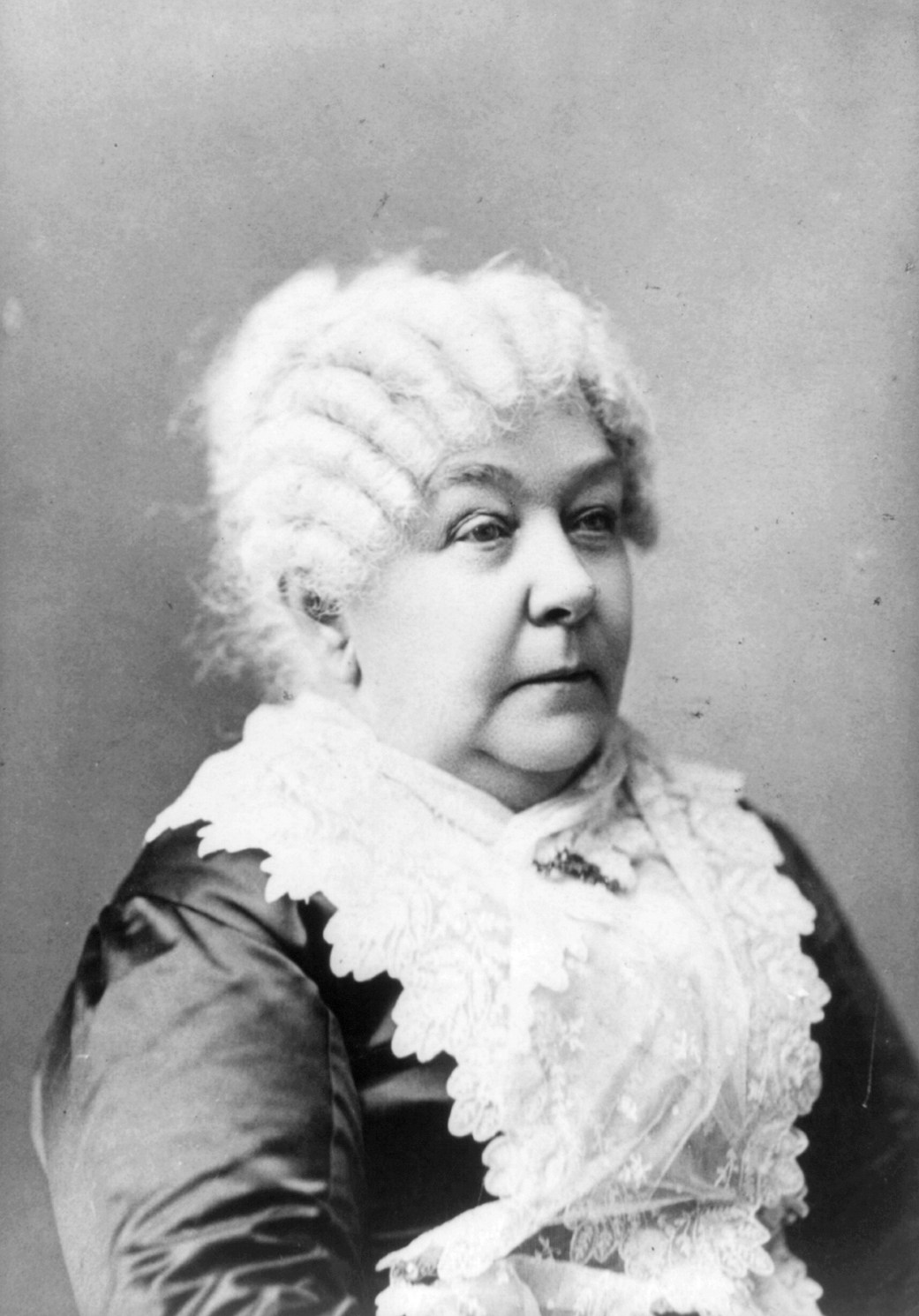
Elizabeth Cady Stanton.

Durant la dècada de 1850, el sufragi compartia les preocupacions de Stanton amb la qüestió de la reforma de l'estatus de les dones casades. En aquesta ocasió, agafa la torxa portada per certs pioners, com Ernestine Rose, a la dècada de 1830. El gaudi per part de l'esposa dels seus béns i el seu sou, el dret a l'herència i fins i tot l'autonomia jurídica són punts sobre els quals Stanton s'esforça per cridar l'atenció del legislador. Fins i tot aborda la liberalització del divorci, àmbit en què és pionera.
La trobada amb Susan B. Anthony, orquestrat per Amelia Bloomer, és l'origen d'una fructífera associació. Durant diverses dècades, les dues dones van treballar juntes, compartint rols segons el seu tarannà però sobretot les limitacions materials que pesaven sobre Stanton. Aquesta última, de fet, porta simultàniament una carrera de mare i una carrera d'activista que, a mesura que s'implica en diversos fronts, requereix cada cop més disponibilitat. Així, el seu diari està ple d'escenes divertides on ha d'enfrontar-se simultàniament als excessos dels seus fills joves i a les ordres d'Anthony que l'insten a tornar el seu proper discurs el més aviat possible. En aquest repartiment de tasques, Stanton fa el paper d'editor mentre Anthony actua com a portaveu del moviment, recorrent el país en totes direccions per difondre les idees llançades en paper pel seu company.
Va ser batejada presidenta de la radical Associació Nacional de Sufragi Femení que va fundar amb Susan B. Anthony, llavors el seu successor, la National American Woman Suffrage Association (NAWSA). Anna Howard Shaw, una reconeguda ponent del moviment, va prendre el relleu d'Elizabeth Cady Stanton quan va dimitir quatre anys més tard.
Va morir el 26 octubre 1902, abans de poder presenciar la culminació de la seva lluita de tota la vida amb l'adopció per part del Congrés dels Estats Units el 1919 de l'esmena del sufragi femení.

### La Bíblia de la Dona
La crítica a la religió organitzada és un tema recurrent en els discursos de Stanton, que es pot trobar des de l'inici del seu compromís públic el 1848. No obstant això, va ser en l'última part de la seva vida, quan els defensors dels drets de les dones s'enfrontaven als atacs intensius dels evangèlics conservadors, que va aprofundir realment aquesta crítica. El 1885 va publicar l'article El cristianisme ha beneficiat a la dona? i va intentar l'any següent reunir una comissió de revisió, encarregada d'estudiar el discurs sobre la dona a la Bíblia. El seu projecte va avortar, després va renéixer gairebé deu anys més tard, el 1894: Stanton aconsegueix llavors reunir un petit grup format per teòsofs i lliurepensadors. Tanmateix, va ser ella qui va escriure la majoria dels dos volums de La Bíblia de la dona, publicats el 1895 i el 1898. Lluny de revisar la Bíblia, com el seu nom indica, el comitè de revisió selecciona i interpreta passatges misògins de la Bíblia. Impugnant l'origen diví del text, Stanton l'estudia com una construcció històrica que l'Església establerta, constituïda per homes, va utilitzar com a instrument per justificar la subordinació de la dona.

## Descendents
La seva filla Harriett Stanton Blatch va seguir els seus passos per continuar la lluita pels drets de les dones. El seu fill Théodore Stanton és l'autor de The Woman Question in Europe (1884), on resumeix i analitza les obres d'escriptors com Jules Simon, Julie-Victoire Daubié, Émile Deschanel, Eugène Pelletan, George Sand... per citar només els francesos. Va participar a París el 1878 en el primer congrés internacional pels drets de les dones.

## Homenatges

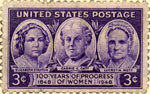
Segell emès per al 100è aniversari de la Convenció de Seneca Falls. Elizabeth Stanton es mostra a l'esquerra.

L’any 1948, es va emetre un segell per al 100e aniversari de la Convenció de Seneca Falls on es representava Elizabeth Stanton.
El 1973, la seva cerimònia d'admissió va tenir lloc al museu dedicat als americans il·lustres, el National Women's Hall of Fame

## Llibres d'Elizabeth Cady Stanton
- Stanton, Elizabeth Cady (1993). Eighty Years & More: Reminiscences 1815–1897. Boston: Northeastern University Press; ISBN 1-55553-137-7.
- Stanton, Elizabeth Cady (2001). Solitude of Self. Ashfield: Paris Press; ISBN 1-930464-01-0.
- Stanton, Elizabeth Cady (1993). The Woman's Bible. Boston: Northeastern University Press; ISBN 1-55553-162-8. Pròleg de Maureen Fitzgerald.
- Stanton, Elizabeth Cady (1999). The Woman's Bible. Amherst: Prometheus Books; Great Minds Series; ISBN 1-57392-696-5.
- Stanton, Elizabeth et al., eds. (1902). History of Woman Suffrage, vol. 4.
- Stanton, Theodore y Harriot Stanton Blatch, eds. (1969). Elizabeth Cady Stanton As Revealed in Her Letters Diary and Reminiscences, Volume One. Nova York: Arno & The New York Times.
- Stanton, Theodore y Harriot Stanton Blatch, eds. (1969). Elizabeth Cady Stanton As Revealed in Her Letters Diary and Reminiscences, Volume Two. Nova York: Arno & The New York Times.